# DANGAN LOVE-弾丸愛-
「DANGAN LOVE-弾丸愛-」（ダンガン・ラヴ）は、2004年7月7日にリリースした田原俊彦の54作目のシングル。

## 背景
前作「DO-YO」から2年ぶりとなるリリースで、デビュー25周年記念シングルとして発売された。

## 制作
表題曲は、ヨーロッパにネットワークを持つ音楽出版社であるMultiplay Musicの管理楽曲「Dancing With A Stranger」を取り上げ日本語詞をつけている。
プロデューサーのJazzy Kanaiは、サクソフォーン奏者で、当時田原と同じJVCエンタテインメントとプロデューサー契約をしていた人物。発売当時、田原のライブにも長らくサクソフォーン奏者として出演し、紅晴美などのディレクターとしても活動している。

## リリース
2004年7月7日に、ガウスエンタテインメントのディス・ワンレーベルから発売された。

## 収録曲
| #         | タイトル                              | 作詞                         | 作曲        | 編曲          | 時間  |
| --------- | ------------------------------------- | ---------------------------- | ----------- | ------------- | ----- |
| 1.        | 「DANGAN LOVE-弾丸愛-」               | Shell Shock 日本語詞: 真間稜 | Shell Shock | Shell Shock   | 3:35  |
| 2.        | 「連載小説」                          | 松井五郎                     | 都志見隆    | SHIGE KAWAGOE | 4:57  |
| 3.        | 「DANGAN LOVE-弾丸愛-」(Instrumental) |                              |             |               | 3:36  |
| 4.        | 「連載小説」(Instrumental)            |                              |             |               | 4:54  |
| 合計時間: | 合計時間:                             | 合計時間:                    | 合計時間:   | 合計時間:     | 17:02 |